# تالار تنبی
تالار تنبی
(طنبی)((محل بزرگی تالاری  برایی اقامت ایام تابستان بود.)) نام دیگر آن((بادغر))یا عمارت بادگیر است.

## ویژگی ها
تالار تنبی ((دارای سقفی بلند بوده و بام طنبی به قد نیم زرع یا سه چهارک پیش گرده داشت که آن را ((تیره بند)) می نامیدند. از دو طرف تنبی از چپ و راست دو در به راهرو باز می‌شد، در بالای درهای راهرو مشبک ارسی نصف شده بودکه از آن‌ها جریان هوا تأمین می‌شد. قسمت عقبی تنبی ،صدر مجلس و شاه‌نشین نامیده می‌شد.)) چنین پیداست که شاه نشین تنبی بلندتر از کف آن بوده و در واقع سکویی برای نشستن داشته‌است. به خصوص گذشته ازتاق خمیده تنبی که به خنکی هوای آن در تابستان کمک می‌کرد، برخی از تنبی‌ها دارای بادگیر هم بوده اند، همچنین((درهای دو سوی تالار تنبی نیز که به راهرو باز شده، باعث هوا می‌گردیده است. در جلو تالار تنبی ایوانی هم وجود داشته‌است.)) 
شادروان محمد کریم پیرنیا در این باره نوشته است:اتاق((تنبی با شکل صلیبی بنا می‌شده و در کنار آن بادگیر قرار می‌گرفته‌است. سقف تالار مضاعف(دو جداره بوده)ودر بعضی از جاها از ارسی‌های بزرگ سه لنگه ای استفاده می‌شده‌است.)) به نظر می‌رسد دو جداره بودن سقف تنبی از این جهت بوده که به سبب براودگی آسمانه آن ناچار به تخت کردن آن بوده اند، تا رفتن به پشت بام آن راحت باشد. به سبب داشتن بادگیر و خنکی آن چنین پیداست که مهمانخانه هم بوده‌است،اما استفاده‌های دیگری هم از آن می‌شده((تنبی،اتاق خواب و استراحت واتاق واقع شده بین دو اتاق تالار و بادگیر است.))